# Hermann Koch (Bergbeamter)

Hermann Koch

Hermann Koch (* 17. Februar 1814 in Clausthal; † 6. April 1877 ebenda) war deutscher Geheimer Bergrat beim Oberbergamt Clausthal und Vater des Mediziners und Nobelpreisträgers Robert Koch.

## Leben

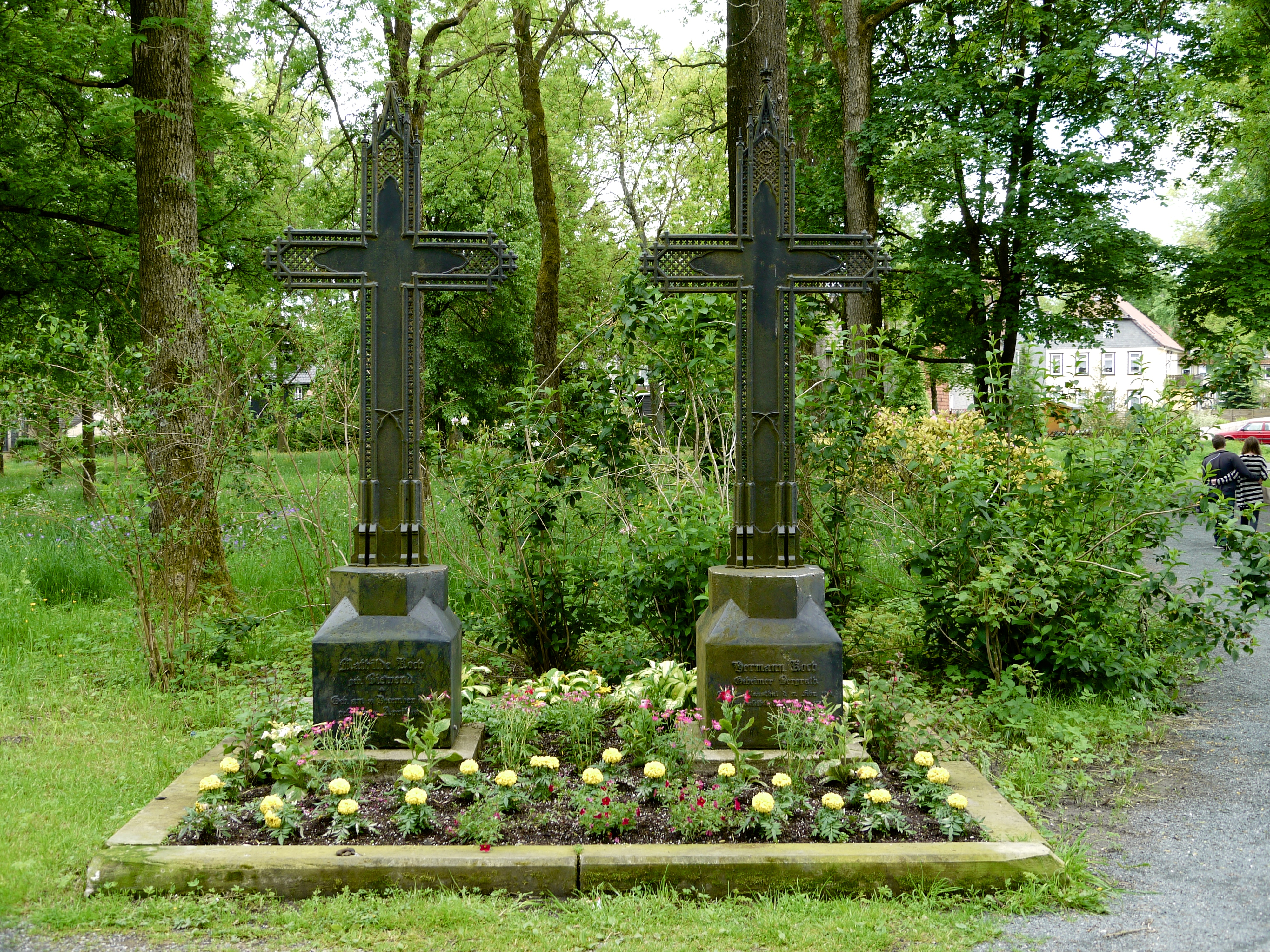
Gemeinsames Grab von Mathilde und Hermann Koch auf dem Alten Friedhof in Clausthal

Koch wurde am 17. Februar 1814 als Sohn des Vize-Oberbergmeisters und Bergprobierers Carl Conrad Friedrich Koch (1774–1840) sowie dessen Ehefrau Louise Koch (geb. Meine, 1780–1842) geboren.
Koch besuchte ab 1830 die „I. Classe“ der Bergschule Clausthal und absolvierte diese mit exzellenten Leistungen.
Ab 1834 studierte er an der Georg-August-Universität Göttingen und begann 1837 seine Berufslaufbahn im Oberharzer Bergbau, wo er eine Anstellung als Untersteiger erhielt.
Zwischen 1838 und 1841 hielt er sich in Frankreich auf, wo er verschiedene Bergwerke leitete. Nach seiner Rückkehr in den Oberharz erfolgte die Beförderung zum Einfahrer und die Versetzung nach Sankt Andreasberg. 1839 heiratete er Mathilde Biewend (1818–1871), eine Verwandte zweiten Grades.
Am 11. Dezember 1843 wurde Kochs dritter Sohn Robert Koch geboren, der später den Erreger der Tuberkulose entdeckte und den Nobelpreis für Physiologie oder Medizin erhielt. Knapp zwei Jahre danach, am 28. November 1845, wurde Hugo Koch geboren, der später als einziger Nachkomme Kochs dem Bergbau treu blieb.
1846 hielt er sich wieder in Frankreich auf, um dort als Gutachter mehrere Gruben zu besichtigen. Im gleichen Jahr wurde Koch dem damaligen Geschäftsführer der Bergschule, Johann Christian Zimmermann, als Bergamts-Assessor zur Seite gestellt. Zimmermann sollte einen neuen, tiefergelegenen Stollen zur Wasserlösung des gesamten Oberharzer Bergbaus planen.
1847 übernahm Koch nebenamtlich die Vorlesungen zur Bergbaukunde von Zimmermann, nachdem dieser vollständig von seinen Lehrverpflichtungen an der Bergschule entbunden worden war. Im Folgejahr verlieh das Königreich Hannover Koch den Guelphen-Orden vierter Klasse aus Anerkennung für seinen Einsatz bei einem großen Grubenbrand am 21. Oktober 1848.
Bis 1851 half Koch bei der Entwicklung des Stollenplans, der schließlich dem Finanzminister des Königreichs Hannover vorgelegt und akzeptiert wurde. Der neue Stollen wurde unter dem Namen Ernst-August-Stollen begonnen.
Nachdem Zimmermann im Februar 1853 in den Ruhestand versetzt worden war, wurde Koch zum Bergrat ernannt und übernahm die Leitung des Stollenbaus, dessen Bauphase 1864 erfolgreich abgeschlossen wurde. Für diese Leistung verlieh ihm das Königreich Hannover das Ritterkreuz des Guelphen-Ordens. Weiterhin erhielt er die Oberaufsicht über den Gesamtbetrieb der Königlich Hannoverschen Gruben und Hütten im Oberharz.
1855 besuchte Koch die Weltausstellung in Paris und mehrere Gruben am Rhein und in Belgien. Unter seiner Führung erfolgte die Verbesserung von Aufbereitungsanlagen in Clausthal und Lautenthal und des Verhüttungswesens. Er beteiligte sich an den ersten Sprengversuchen mit Nitroglycerin, die Alfred Nobel auf verschiedenen Steinbrüchen in Clausthal durchführte, und half, die Zusammensetzung des Sprengstoffs zu verbessern. Später ließ er Sprengversuche in allen Gruben durchführen. Auf diese Weise trug er entscheidend zur Erfindung des Dynamits bei.
Nach dem Deutschen Krieg und der Annektierung des Königreichs Hannover durch das Königreich Preußen wurde Koch in das neue Oberbergamt Clausthal übernommen und 1868 zum Oberbergrat ernannt, wo er unter dem Berghauptmann Hermann Ottiliae arbeitete. Seinen letzten Dienstgrad erhielt er 1874, als man ihn zum Geheimen Bergrat ernannte. Trotzdem behielt er bis zu seinem Tod die Oberaufsicht über den Oberharzer Bergbau.
Am 6. April 1877 verstarb Koch im Alter von 63 Jahren und wurde auf dem Alten Friedhof in Clausthal neben seiner sechs Jahre zuvor verstorbenen Ehefrau beerdigt. Die Kochs hatten insgesamt 13 Kinder, von denen elf die Säuglingszeit überlebten. Von seinen 11 erwachsen gewordenen Kindern sind vier Söhne und eine Tochter in die Vereinigten Staaten von Amerika ausgewandert und drei Söhne nach Mexiko. Ein Sohn, Hugo, ging als Bergbeamter nach Tarnowitz; nur eine Tochter blieb in Clausthal.

## Werke
In einem zwanzigseitigen Beitrag für die Zeitschrift für das Berg-, Hütten- und Salinenwesen in dem preussischen Staate (17. Band, 1869) beschrieb Koch unter dem Titel Das Verschmelzen der Bleierze auf dem Oberharz in ausführlicher Weise den Verhüttungsprozess des Oberharzer Bergbaus.